# Vittoriosa Stars Football Club
Maillots
Le Vittoriosa Stars Football Club est un club maltais de football basé à Vittoriosa, fondé en 1906.
Le club évolue pour la première fois en première division lors de la saison 1912-1913.

## Historique
- 1906 : fondation du club

Ancien logo

- 1936 : fusion avec les Vittoriosa Rangers

## Palmarès
- Championnat de Malte D2
  - Vice-champion : 2010